# Celâl Şengör
Celâl Şengör (* 24. března 1955, Istanbul) je turecký geolog. Je profesorem na Technické univerzitě v Istanbulu. Zabývá se zejména tektonikou a rekonstrukcí historických tektonických desek Asie.

## Životopis
Vyrůstal v Istanbulu v bohaté rodině. Díky německé chůvě Ingeborg mluví plynně německy. Studoval na Robert Academy v Istanbulu a na State University of New York at Albany, kde v roce 1982 získal doktorát. Poté působil na Technické univerzitě v Istanbulu, kde je od roku 1992 profesorem. Vědecky pracoval v Oxfordu, na College de France, na univerzitě Paříž-jih a na California Institute of Technology. V roce 1988 získal čestný doktorát z Université de Neuchâtel. Získal také cenu Geological Society of London.
V roce 2000 se stal členem Národní akademie věd Spojených států amerických; je také členem Academia Europaea, turecké akademie věd (TUBA) a American Philosophical Society. Je spolueditorem Tectonophysics, Journal of Structural Geology, Tectonics, Eclogae Geologicae Helveticae, Geologia Balcania.

## Dílo
- Tectonic evolution of the Tethyan Region, Kluwer 1989
- Orogeny, Wiley 1982, spoluautoři Akiho Miyashiro, Keiiti Aki
- Is the present the key to the past or is the past the key to the present ?: James Hutton and Adam Smith versus Abraham Gottlob Werner and Karl Marx in interpreting history, Geological Society of America 2001
- The large-wavelength deformations of the lithosphere. Materials for a history of the evolution of thought from the earliest times to plate tectonics, Geological Society of America, 2003